# Всеобщие выборы в Коста-Рике (1962)
Всеобщие выборы в Коста-Рике проходили 4 февраля 1962 года для избрания президента Коста-Рики и 57 депутатов Законодательного собрания. В результате Франсиско Хосе Орлич Больмарсич от Партии национального освобождения одержал победу на президентских выборах, а его партия выиграла парламентские выборы. Явка избирателей составила 80,9 %.

## Предвыборная обстановка
Во время президентства Марио Эчанди Рафаэлю Анхелю Кальдерону, его семье и сторонникам в изгнании было разрешено вернуться в Коста-Рику. Была объявлена всеобщая амнистия для всех, кто участвовал в ещё недавней гражданской войне 1948 года. Кальдерон был избран депутатом Законодательного собрания на выборах 1958 года. На тех выборах Партия национального освобождения была расколота из-за отделения от неё фракции сторонников Росси. Тем не менее, на этих выборах кандидатура Кальдерона объединила Партию национального освобождения и других политических союзников и привело к высокому антикальдеронистскому голосованию.
Кандидатами стали оба бывших президента Отилио Улате от Партии национального союза и сам Кальдерон от Национальной республиканской партии. Кандидатом от Партии национального освобождения, как и в 1958 году, был Франсиско Хосе Орлич Больмарсич, один из основателей партии и командующий одним из фронтов во время гражданской войны и близкий друг Фигереса.
Четвертая небольшая левая партия Народное демократическое действие во главе с мыслителем-социалистом Энрике Обрегоном также приняла участие в выборах, выдвинув кандидатуру Обрегона. Коммунизм как идеолигия был незаконен в соответствии с Конституцией, поэтому марксистские партии были вне закона, но партия Обрегона официально была социалистической, поэтому не попала под запрет. Несмотря на это, Обрегон пользовался поддержкой руководства и боевиков коммунистической партии.

## Избирательная кампания
Все партии обещали провести земельную реформу. Кампания Кальдерона заключалась в том, что он заявлял: «Вчера социальная реформа, сегодня земельная реформа», воспользовавшись социалистическими реформами во время своего президентства. Поскольку Кубинская революция произошла недавно в 1959 году, антикоммунистические выступления были обычным явлением. Все основные партии обвиняли друг друга в связях с коммунизмом: Партию национального освобождения из-за социалистической направленности её идеологии (хотя она была социал-демократической партией), Фигереса обвиняли в том, что тот якобы дружил с Фиделем Кастро, а Кальдерона — из-за его предыдущего союза с коммунистами в 1940-х годах. Ультраправая антикоммунистическая группа «Движение за свободную Коста-Рику» заплатила за мощную антикоммунистическую пропаганду, особенно против Народно-демократического действия.

## Результаты

### Президентские выборы
| Кандидат                             | Кандидат                             | Партия                               | Голосов | %    |
| ------------------------------------ | ------------------------------------ | ------------------------------------ | ------- | ---- |
|                                      | Франсиско Хосе Орлич Больмарсич      | Партия национального освобождения    | 135 533 | 35,3 |
|                                      | Рафаэль Анхель Кальдерон Гуардия     | Национальная республиканская партия  | 135 533 | 35,3 |
|                                      | Отилио Улате                         | Партия национального союза           | 51 740  | 13,5 |
|                                      | Энрике Обрегон Вальверде             | Народное демократическое действие    | 3 339   | 0,9  |
| Недействительных/пустых бюллетеней   | Недействительных/пустых бюллетеней   | Недействительных/пустых бюллетеней   | 7 994   | -    |
| Всего                                | Всего                                | Всего                                | 391 406 | 100  |
| Зарегистрированных избирателей/ Явка | Зарегистрированных избирателей/ Явка | Зарегистрированных избирателей/ Явка | 483 980 | 80,9 |
| Источник: Nohlen; Election Resources |                                      |                                      |         |      |

### Парламентские выборы
|                                       |                                       |         |      |       |       |
| Партия                                | Партия                                | Голоса  | %    | Места | +/-   |
|                                       | Партия национального освобождения     | 184 135 | 48,9 | 29    | +9    |
|                                       | Национальная республиканская партия   | 126 249 | 33,5 | 18    | +8    |
|                                       | Партия национального союза            | 50 021  | 13,3 | 8     | -2    |
|                                       | Народное демократическое действие     | 6 256   | 2,5  | 2     | новая |
|                                       | Партия солидарного действия           | 3 358   | 0,9  | 0     | новая |
|                                       | Партия Алахуэлы                       | 1 698   | 0,5  | 0     | новая |
|                                       | Национальное движение очищения        | 1 192   | 0,3  | 0     | новая |
|                                       | Независимый союз Гуанакасте           | 903     | 0,2  | 0     | новая |
|                                       | Национальная партия обновления        | 125     | 0,1  | 0     | новая |
| Недействительных/пустых бюллетеней    | Недействительных/пустых бюллетеней    | 14 543  | -    | -     | -     |
| Всего                                 | Всего                                 | 391 406 | 100  | 57    | +12   |
| Зарегистрированных избирателей / Явка | Зарегистрированных избирателей / Явка | 483 980 | 80,9 | -     | -     |
| Источники: TSE; Election Resources    |                                       |         |      |       |       |